# (3649) Guillermina
(3649) Guillermina (1976 HQ) – planetoida z pasa głównego asteroid okrążająca Słońce w ciągu 5,57 lat w średniej odległości 3,14 au. Odkryta w obserwatorium Féliksa Aguilara 26 kwietnia 1976 roku.